# Літературна премія імені Вадима Коваля
Літературна премія імені Вадима Коваля — заснована 2002 року в Чернівцях на честь талановитого поета-дев'ятдесятника Вадима Коваля, який трагічно загинув молодим. Для визначення її лауреатів відбувається конкурс серед місцевих молодих поетів, нагородою переможцям слугує видання їхніх перших поетичних збірок.

## Лауреати премії
Першими лауреатами Премії стали молоді письменники, барди, літературознавці, викладачі.
- переможці 2002 року:
  - поетка, бард Юлія Косівчук — збірка «У стилі достиглого льону»,
  - поетка та літературознавець Інга Кейван — збірка «Світ на дотик»,
  - поет, бард Сашко Маслюченко — збірка «Неосутність»,
  - поет Іван Киселиця — збірка «то… абстиненція».
- переможці 2003 року:
  - поетка, філолог Таїсія Заплітна — збірка «Безріччя»,
  - поетка, юрист Юлія Шешуряк — збірка «Согрішити з Ра»,
  - письменник, журналіст Остап Ножак — збірка «Кохаючи серп і молот постмодернізму»,
  - поет, бард Богдан Ільницький — збірка «Осторонь».
- переможець 2004 року:
  - поетка, філософ Антоніна Косівчук — збірка «Оскомина 25-го кадру».
- 2005 рік — без переможців; видання антології «Вигране» (2006).
- переможець 2006 року (премію вручено 2007 року):
  - письменниця, журналістка Наталка Госик — збірка прози «Навпомацки до неї».
- переможець 2007 року (премію вручено 2008 року):
  - поет, журналіст, філософ Володимир Ботюк — збірка «Філософські сандалі».
- переможець 2008 року (премію вручено 2009 року):
  - поетка Єлена Даскал — збірка «Румба із Команданте».
- 2009 рік — без переможців; видання антології «Сімдесят віршів» (2010).
- 2010 рік — без переможців; спеціальний приз від Міжнародного фестивалю Meridian Czernowitz отримала Наталя Єрьоменко (2011).

## Оцінка конкурсу
2004 року поет Іван Андрусяк у «Книжковому огляді» позитивно оцінив започатковану в Чернівцях ініціативу: «Окремо також хотів би зупинитися на ще одному реґіональному проекті, — цього разу чернівецькому, — значення котрого в контексті нашого літпроцесу бачиться далебі зовсім не „реґіональним“. Маю на увазі премію імені Вадима Коваля, чи то б пак, літературний конкурс із такою назвою для молодих поетів, заснований 2002 року мистецькою аґенцією „Сокіл“ за підтримки міської влади. Принцип тут закономірний: на конкурсній основі проводиться відбір поданих юними поетами рукописів, за результатами якого чотирьом найкращим авторам відтак вручається „премія“ — їхні ж таки дебютні поетичні збірки. Одразу ж наголошу: це єдиний в Україні регіональний літературний конкурс, переможців якого справді видають. Нещодавно було підбито підсумки другого, торішнього конкурсу, і його переможцям знову вручено надзвичайно ошатні мініатюрного формату збірочки, що побачили світ у видавництві „Місто“ накладом 400 примірників кожна. У наших умовах вісім дебютних книжок — це вже неабищо, так що приклад чернівчан вартий наслідування як мінімум в усіх обласних центрах!».